# 恒星光谱
恆星光譜是天文學中根據光譜特徵對恆星的分類。通過稜鏡或繞射光柵將來自恆星的電磁輻射分裂成光譜。它通常呈現出的是像彩虹般的連續光譜，但會穿插著譜線。每條譜線標示出特定的化學元素或分子，譜線的強度指示該元素或分子的豐度。儘管在某些情況下存在著豐度的差異，但元素光譜線強度的不同，主要是隨著光球的溫度而變化。恆星的光譜分類示意簡單的代碼表示，主要是總結電離的狀態，客觀地給出測量的光球溫度。
目前，大多數的恆星都使用摩根-肯納分類法（MK）的系統，以字母O、B、A、F、G、K、和M，從最熱的（O型）依序排列到最冷的（M型）。每個字母項下再用數字從0到9細分為10個次分類，其中0是最熱的，9是最冷的；例如A8、A9、F0、和F1是從熱到冷的順序。這個序列已經擴展至其它恆星和類似恆星的天體，像是D 表示是白矮星，S和C是碳星。
在MK系統中，人们使用羅馬數字將光度添加到光譜類型中。這是依據恆星光譜中某些吸收線的寬度，因為這些譜線會隨著大氣密度而變化，从而將恆星區分为巨星和矮星。光度分類的0或Ia+用於特超巨星，I用於 超巨星，II用於亮的巨星，III用於正常的巨星，IV用於 次巨星，V用於主序星，VI（或sd）用於次矮星，和VII（或D）用於白矮星。完整的太陽光譜類型是G2V，它表示是一顆表面溫度5,800K的主序星。

## 傳統色彩描述

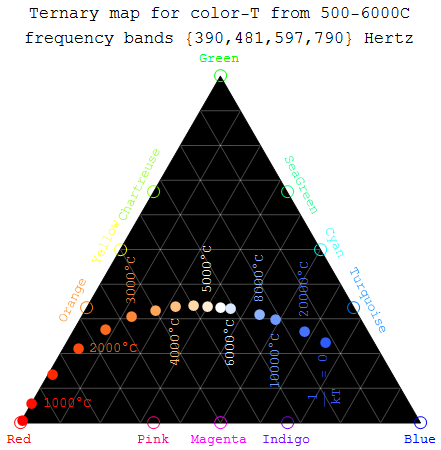
正好飽和的RGB攝影碟

對恆星顏色的描述，在傳統上只考慮到恆星光譜的峰值。然而，實際上恆星在電磁頻譜的所有部分都輻射出能譜。由於所有光譜組合的顏色是白色，因此人眼觀察所看見的實際顏色，明顯會比傳統描述所暗示的顏色要淡得多。變淡的這一特性表明，簡化光譜中的顏色分配，可能具有誤導性。除去顏色對比的錯覺，在昏暗的光度下，沒有綠色、藍綠色或紫羅蘭色的恆星。紅矮星是暗的深橙色，棕矮星實際上看起來並不是棕色，但是假設對附近的觀測者來說，會顯得是暗灰色。

## 現代分類

恆星從O至M的哈佛分類

現代分類系統被稱為摩根-肯南（MK）分類。每一顆恆星都從舊的哈佛光譜分類加上一個如下所述表示光度的羅馬數字，組成恆星的光譜類型。
現代的其它恆星分類系統，如基於色指數的UBV測光系統，使用三個或更多的顏色等級的差異來測量。這些數值被賦予的標籤如"U−V"或"B−V"，它們表示兩個標準濾波器傳遞的顏色間的差值（例如，U是紫外線，B是藍光、V是黃光）。

### 哈佛光譜分類
哈佛系統是天文學家安妮·坎農的一維分類方案，她重新排序並簡化了德雷珀以前的字母系統（見下一段）。恆星依據其光譜特徵分組，以單一字母表示齊全組，並以數字再細分。主序星的表面溫度從大約2,000到50,000K，而演化中的恆星表面溫度可以超過100,000K。從物理上看，種種分類表示恆星大氣的溫度，通常是從最熱到最冷來排列。
| 類型 | 有效溫度        | 色度 （對應於織女星） | 色度 （D65） | 主序星質量 (太陽質量) | 主序星半徑 (太陽半徑) | 主序星光度 (全波段) | 氫線     | 總佔比 主序星 | 演化结局        |
| ---- | --------------- | --------------------- | ------------ | --------------------- | --------------------- | ------------------- | -------- | ------------- | --------------- |
| O    | ≥ 30,000 K      | 藍色                  | 藍色         | ≥ 16 M☉               | ≥ 6.6 R☉              | ≥ 30,000 L☉         | 微弱     | ~0.00003%     | 黑洞/中子星     |
| B    | 10,000–30,000 K | 藍白色                | 深藍白色     | 2.1–16 M☉             | 1.8–6.6 R☉            | 25–30,000 L☉        | 中度     | 0.13%         | 中子星/白矮星   |
| A    | 7,500–10,000 K  | 白色                  | 藍白色       | 1.4–2.1 M☉            | 1.4–1.8 R☉            | 5–25 L☉             | 強       | 0.6%          | 白矮星          |
| F    | 6,000–7,500 K   | 黃白色                | 白色         | 1.04–1.4 M☉           | 1.15–1.4 R☉           | 1.5–5 L☉            | 中度     | 3%            | 白矮星          |
| G    | 5,200–6,000 K   | 黃色                  | 黃白色       | 0.8–1.04 M☉           | 0.96–1.15 R☉          | 0.6–1.5 L☉          | 微弱     | 7.6%          | 白矮星          |
| K    | 3,700–5,200 K   | 淡橙色                | 灰黃或橙色   | 0.45–0.8 M☉           | 0.7–0.96 R☉           | 0.08–0.6 L☉         | 非常微弱 | 12.1%         | 白矮星/氦白矮星 |
| M    | 2,400–3,700 K   | 橙紅色                | 淡橙紅色     | 0.08–0.45 M☉          | ≤ 0.7 R☉              | ≤ 0.08 L☉           | 非常微弱 | 76.45%        | 氦白矮星        |

赫羅圖將恆星分類與恆星的絕對星等、光度和表面溫度聯繫起來

光譜類型從O到M，以及後續討論其它更專業的類別，以阿拉伯數字（0-9）細分。其中0表示類型中最熱的星，例如A0表示A型中最熱的，A9表示A型中最冷的；也允許使用小數分級，例如矩尺座μ的分類為O9.7。太陽被歸類為G2。
因襲在天文學中對顏色的傳統描述，是相對於A型的平均顏色，而A型的顏色被認為是白色。如果試圖在眼睛沒有輔助，或使用雙筒望遠鏡的情況下，描述黑暗天空下的星星，描述的顏色是觀測者看見的顏色。然而，以沒有輔助的眼睛觀看夜空，除了最亮的恆星之外，大部分的恆星因為太暗，視覺上無法正常識別顏色，所以看起來都是白色或藍白色。紅超巨星的比同光譜類型的矮星（主序星）溫度更低，顏色也更紅；具有特定光譜特徵的恆星（例如碳星）可能比任何黑體都紅的多。
直到其發展後，哈佛大學並不完全了解其對恆星的分類是依據光球的溫度（或者更明確的說是它的有效溫度）的事實。而是到赫羅圖首度被制定（1914年）之後，才完全理解。但這說法常被懷疑是否是真的。在1920年代，印度物理學家梅格納德·薩哈經由擴展眾所周知的物理化學中關於分子電離到原子電離的思想，從而推導出電離理論。他首先應用在太陽的色球，然後應用於恆星光譜。
哈佛的天文學家塞西莉亞·佩恩隨後證明"O-B-A-F-G-K-M"的光譜序列實際上是溫度序列。由於分類的序列早於我們關於它是溫度序列的認知，因此將光譜放置到指定的子分類（例如B3或A7）取決於（主要是主觀）恆星光譜中吸收特徵強度的估計。因此，這些子類型的間隔沒有分為能以數學均勻表示的任何類型。

### 耶基斯光譜分類

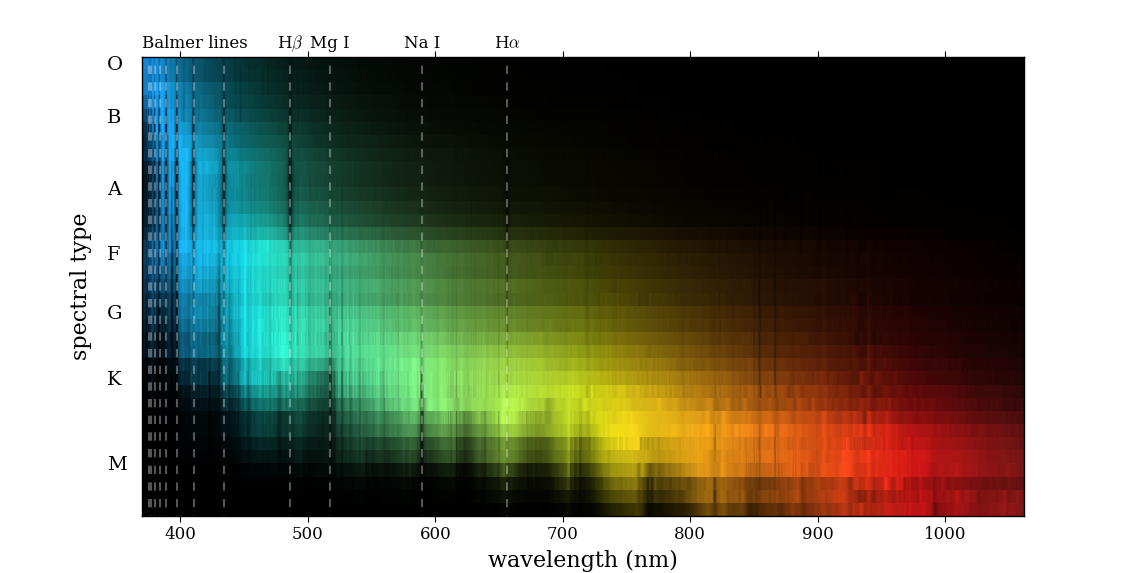
蒙太奇的主序星假色光譜

耶基斯光譜分類稱為MKK系統。它是在1943年由耶基斯天文台的威廉·威爾遜·摩根、菲利浦·蔡爾茲·基南和伊迪絲·凱爾曼共同制定和引入的恆星光譜分類。這個二維（溫度和光度）的分類法是基於譜線對恆星溫度和表面重力的敏感度；這與光度有關，而"哈佛分類"只基於表面溫度。後來，在1953年對標準星和分類標準的清單做了一些修訂之後，這個分類法被命名為"摩根-基南分類"，或稱為MK，並且至今仍在使用中。
表面重力較高的緻密星出現較大的壓力致寬譜線。因為巨星的半徑比質量相似的矮星大得多，因此巨星的表面重力和壓力比矮星低得多。所以，頻譜的差異可以解釋為"光度效應"，光度的等級可以純粹通過檢查光譜來分類。
如下表所示，區分了許多不同的光度分類：
| 光度類型             | 描述                       | 例子                      |
| -------------------- | -------------------------- | ------------------------- |
| 0 或 Ia+             | 特超巨星或非常明亮的超巨星 | 天鵝座OB2#12 – B3-4Ia+    |
| Ia                   | 明亮的超巨星               | 弧矢二（大犬座η）– B5Ia   |
| Iab                  | 中等大小、亮度的超巨星     | 天津一（天鵝座γ）– F8Iab  |
| Ib                   | 不很亮的超巨星             | 卷舌四（英仙座ζ）– B1Ib   |
| II                   | 亮巨星                     | 廁二（天兔座β）– G0II     |
| III                  | 普通的巨星                 | 大角星（牧夫座α）– K0III  |
| IV                   | 次巨星                     | 策（仙后座γ）– B0.5IVpe   |
| V                    | 主序星 （矮星）            | 水委一 （波江座α）B6Vep   |
| sd（前置字串）'或 VI | 次矮星                     | HD 149382 – sdB5 '或 B5VI |
| D (前置字串) 或 VII  | 白矮星                     | 范馬南星2 – DZ8           |

允許臨界的案例；例如，一顆恆星可以是超巨星也可以適量巨星，也可以介於次巨星和主序星的分類之間。
在這些情況下，使用兩個特殊符號：
- 斜杠(/')表示恆星可以是這一類也可以是另一類。
- 破折號 (-') 表示星在這兩類之間。

例如，分類為A3-4III/IV的恆星介於光譜類型 A3 和 A4 之間，,同時是巨星或次巨星。
次矮星類也已被使用：VI用於次矮星（恆星的亮度略低於主序星）。
名義上，光度等級還有VII（還有更高的數字），但因為主序星和巨星的溫度字母不再適用於白矮星，現在已很少用在白矮星或"熱次矮星"的分類。
有時，字母a和b也會用在超巨星以外的光度類型上；例如，一顆比典型恆星稍亮的巨星，其光度等級會標示為IIIb。
在He II 波長為4686Å光譜線上具有強吸收性的極端V星（矮星）會被賦予Vz的符號；HD 93129 B就是一個例子.。
我們的太陽在光譜分類上是G2V，但實際上，太陽不是一顆黃色的星，而是個色溫5870K的黑體，這是白色而且沒有黃色蹤影的，有時也作為白色的標準定義。

### 特殊光譜
以小寫字母形式表示的其它術語，可以依循光譜的類型來指示特殊光譜的特徵：
| 代碼      | 恆星特殊光譜                                             |
| --------- | -------------------------------------------------------- |
| :         | 不確定的光譜值                                           |
| ...       | 存在未描述的特殊光譜                                     |
| !         | 特殊光譜                                                 |
| comp      | 複合光譜                                                 |
| e         | 存在發射譜線                                             |
| [e]       | 存在"禁制"發射譜線                                       |
| er        | 中心比邊緣微弱的"反向"發射譜線                           |
| eq        | 天鵝座P模式的發射譜線                                    |
| f         | N III和He II發射線                                       |
| f*        | N IV λ4058Å 比N III λ4634Å、λ4640Å、λ4642Å強             |
| f+        | 除了N III的譜線之外，還有Si IV λ4089Å & λ4116Å的發現譜線 |
| (f)       | N III發射譜線，缺乏或吸收微弱的He II譜線                 |
| (f+)      | [ 32 ]                                                   |
| ((f))     | 顯示伴有弱NIII發射的強He II吸收                          |
| ((f*))    | [ 32 ]                                                   |
| h         | 帶有氫發射譜線的沃夫–瑞葉星                              |
| ha        | 具有氫的吸收和發射譜線的沃夫–瑞葉星                      |
| He wk     | 弱氫線                                                   |
| k         | 具有星際吸收特徵的光譜                                   |
| m         | 增強的金屬特徵                                           |
| n         | 由於旋轉導致譜線變寬（"模糊"）                           |
| nn        | 非常寬的吸收特性                                         |
| neb       | 混和著星雲的光譜                                         |
| p         | 未指明的特殊性，特殊恆星                                 |
| pq        | 奇特的光譜，類似新興的光譜                               |
| q         | 天鵝座P的模式                                            |
| s         | 窄（"銳利"）的吸收譜線                                   |
| ss        | 非常窄的譜線                                             |
| sh        | 殼層星的特徵                                             |
| var       | 可變光譜特徵 (有時縮寫為"v")                             |
| wl        | 弱譜線 (也可以表示為"w"或"wk")                           |
| 元素 符號 | 指定譜線異常強的元素                                     |

例如，天鵝座59的光譜類型為 B1.5Vnne指示其具有一般分類 B1.5V 的頻譜，以及非常寬的吸收線和某些發射線。

## 歷史

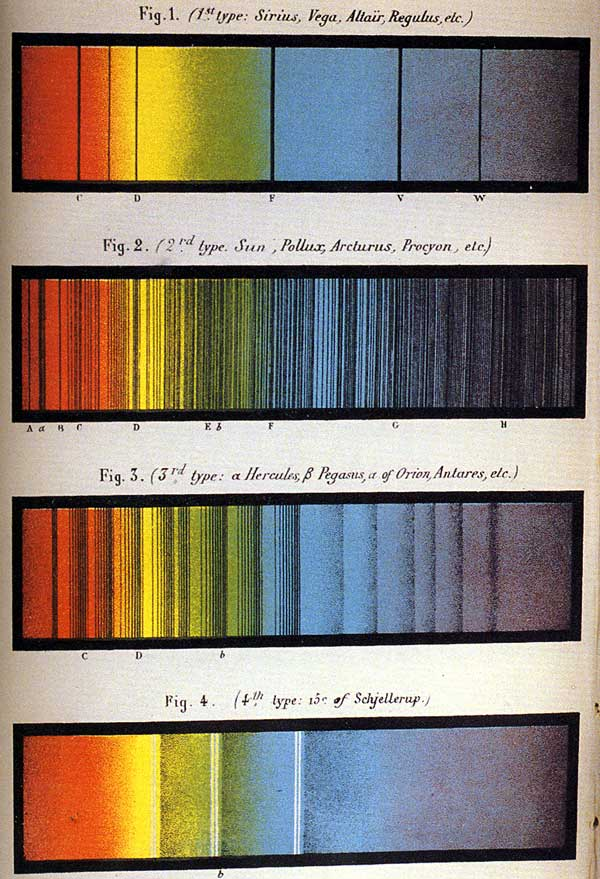
賽基光譜類型指南（"152 Schjellerup"是獵犬座Y）

哈佛分類中，字母排列奇怪的原因是歷史性的。它由早期的賽基分類演變而來，並且隨著理解而逐漸修改。

### 塞基分類
在1860至1870年間，恆星光譜學的先驅安傑洛·塞基創建了"塞基分類"，以光譜對恆星進行分類。迄1866年，他發展出三類恆星光譜，如下表所示。
在1890年代末期，這種分類開始被哈佛分類取代，本文的其餘部分已經對此做了說明。
| 類型代碼              | 塞基分類的描述 |
| --------------------- | --- |
| 塞基 I                | 具有寬厚氫線的白色和藍色恆星，像是織女星和牛郎星。這包含現在的A型和早期的F型恆星。 |
| 塞基 I （獵戶座子型） | 塞基 I的子型，窄線取代寬厚的氫線，像是參宿七（獵戶座β）和參宿五（獵戶座γ）。在現代，這對應於早期的B型恆星。                                                                                               |
| 塞基 II               | 氫線不強，但有明顯金屬線的黃色恆星，像是太陽、大角星（牧夫座α）和五車二（御夫座α）。這包括現在的G型、K型和後期的F型恆星。                                                                                 |
| 塞基 III              | 橙色和具有複雜光譜波段的紅色恆星，像是參宿四（獵戶座α）和心宿二（天蠍座α）。 這對應於現代的M型。. |
| 塞基 IV               | 在1868年，他發現了碳星，為此新增了一個類型： 具有顯著碳波段和譜線的紅色恆星。對應於現代的C型和S型。 |
| 塞基 V                | 在1877年，他加入了第五類： 有發射線的恆星，像是策（仙后座γ）和漸台二（天琴座β）；相當於現在的Be星。在1891年，愛德華·查理斯·皮克林提出塞基 V應該對應於現在的O型（當時包括沃夫–瑞葉星）和行星狀星雲中的恆星 |

不要將塞基分類中的羅馬數字與耶基斯分類中光度分類的數字和提議的中子星類型混淆。這三者的數字是完全不相關的。

### 德雷珀系統
| 塞基                     | 德雷珀              | 評論                                |
| ------------------------ | ------------------- | ----------------------------------- |
| I                        | A, B, C, D          | 氫線佔主導地位。                    |
| II                       | E, F, G, H, I, K, L |                                     |
| III                      | M                   |                                     |
| IV                       | N                   | 未出現在目錄中。                    |
| V                        | O                   | 包括沃夫–瑞葉星的光譜和明亮的譜線。 |
| V                        | P                   | 行星狀星雲。.                       |
|                          | Q                   | 其它的光譜。                        |
| 以粗體表示被納入MK系統。 |                     |                                     |

在1880年代，天文學家愛德華·皮克林在哈佛大學天文台開始使用物端稜鏡法，對恆星進行光譜巡天測量。這項工作的第一個成果是1890年出版的《恆星光譜的德雷珀目錄》。威廉敏娜·弗萊明對目錄中的大部分光譜進行分類，記錄了10,000多顆有特殊類型的恆星，並發現了10顆新星和200多顆變星。在特別是威廉敏娜·弗萊明的哈佛計算機的協助下，皮克林設計出亨利·德雷珀目錄，以取代安傑洛·塞基的羅馬數字方法。
目錄使用了一種方法，將以前塞基使用的數字（從I到V）使用從到的字母細分得更具體。此外，字母用於不適合任何類型的其它恆星。弗萊明與皮克林合作，根據氫光譜的強度區分了17種不同的類型。這不僅依據波長的變化，也根據外觀顏色的變化。在字母系統顯示下，依循字母的順序，光譜中氫的吸收逐漸減少。型的光譜往往產生最強的氫吸收譜線，而型的光譜幾乎不產生可見的譜線。後來，這一分類系統被安妮·坎農和安東尼婭·莫里修改，產生哈佛光譜分類。

### 1897年的哈佛系統
在1897年，哈佛大學另一個計算組的安東妮亞·莫里將塞基分類I型的獵戶子型在塞基I型其餘子型之前，也就是將現在的（1901年）型置於型之前。她是第一位這樣做的人，然而她沒有使用字母系統的光譜類型，而是採用從I到XXII的22種數字類型。由於這個羅馬數字分組沒有考慮光譜的其它變化，因此又分成三個群組以進一步顯示差異性。從I到V，包括獵戶型的恆星，在氫的吸收線中顯示出強度越來越大。從VII到XI是塞基I型的恆星，氫的吸收強度開始下降。VI介於獵戶型和塞基I的中間，而XIII至XVI包含塞基II型的恆星，具有氫吸收線減弱和太陽型金屬線增加的光譜XVII至XX包含塞基III的恆星，有增加的光譜線。XXI包含塞基IV；II和XXII包括沃夫–瑞葉星。添加了附加小寫字母的附加分類，以區分光譜中相對應線的外觀。這些線的外觀被定義為：是寬度平均，是朦朧，是尖銳。
安東妮亞·莫里在1897年出版了她自己的恆星分類目錄，稱為《用11吋德雷珀望遠鏡拍攝的亮星光譜，作為紀念亨利·德雷珀紀念一部分》；其中包括4,800張照片和莫里對681顆北天明亮恆星的分析。這在紀錄上是女性第一次的觀測站出版品。

### 1912年的哈佛系統
在1901年，安妮·坎農重新回歸字母系統，但只保留了、和，並以此順序排列，而捨棄了其它的類別；並以代表行星狀星雲，則包含一些有著特殊光譜的恆星。她還使用像是表示介於和型中間的恆星，表示介於和之間五分之一的恆星等等。最後，在1912年，坎農將、等等改成、等等。這基本上就是哈佛分類系統現在的形式。這個系統是通過分析照相乾版上的光譜發展出來的，將來自恆星的光轉化成可以讀取的光譜。
一個常見來用於記憶光譜從最熱到最冷類型字母順序的短句是： 。

### 威爾遜山系統

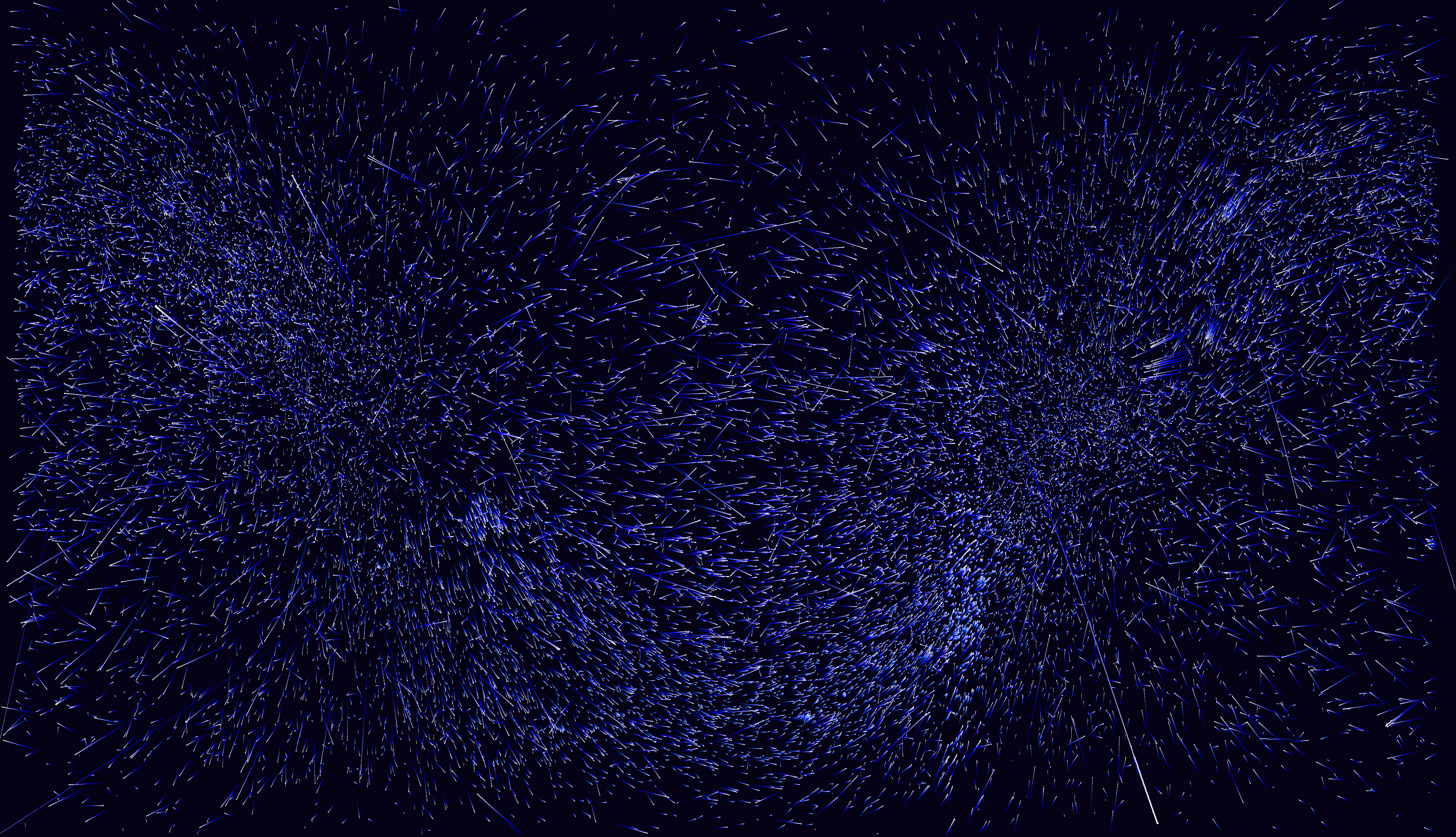
早期恆星在±200,000年間的自行

一些人使用威爾遜山系統的光度分類來區分不同光度的恆星。這種系統的表示法在現代的光譜上仍然可以看到。

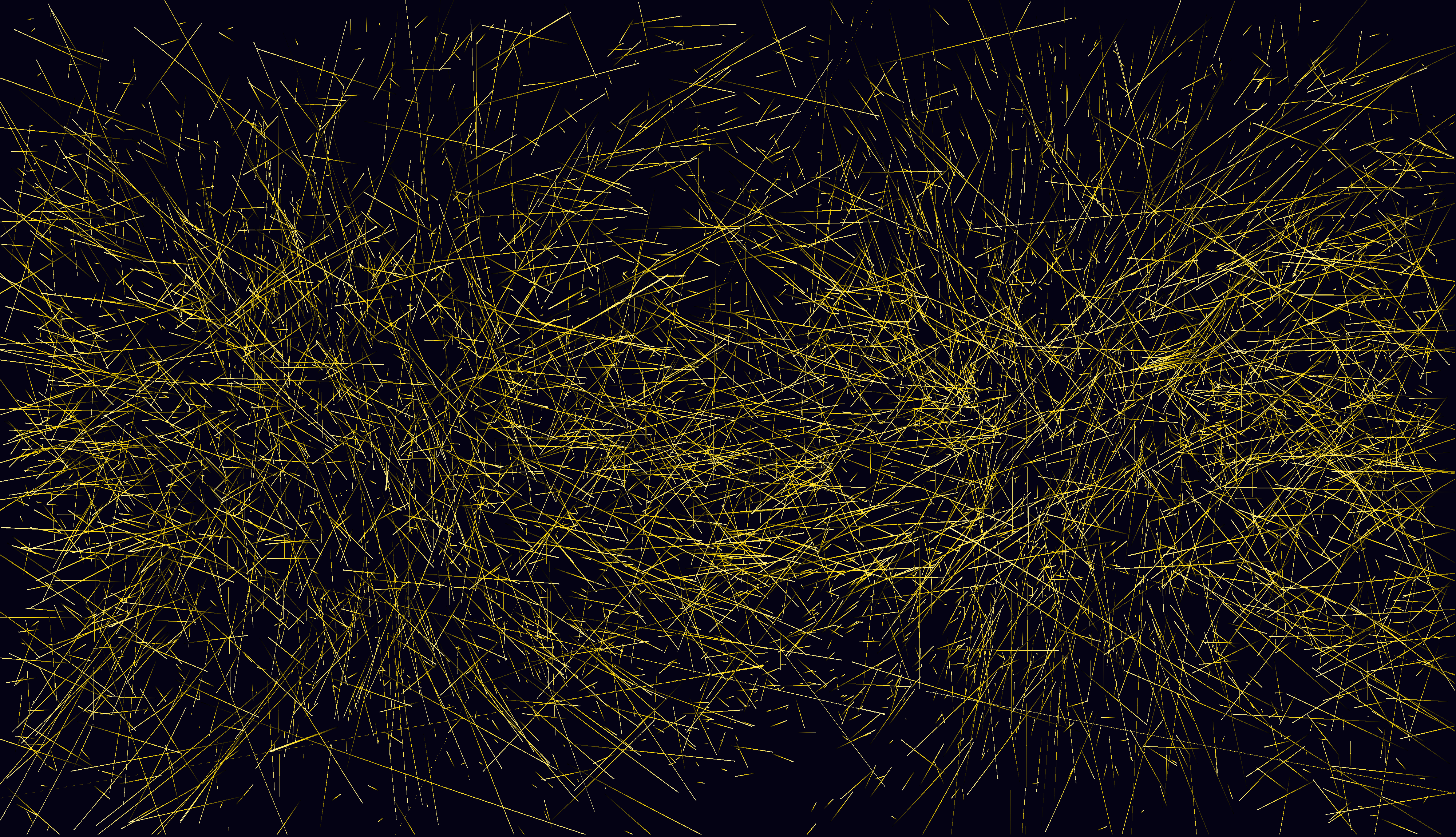
在±200,000年間，晚期型恆星圍繞向點（左）和背點（右）的運動

| 類別 | 意義   |
| ---- | ------ |
| sd   | 次矮星 |
| d    | 矮星   |
| sg   | 次巨星 |
| g    | 巨星   |
| c    | 超巨星 |

## 光譜類型
恆星分類系統在分類學中類似生物學中的物種分類，而類型由每個類別的子類別的一個或多個標準星定義，並具有區分要素和關聯描述。

### 「早期」和「晚期」命名術語
恆星通常被稱為「早期」或「晚期」類型。「早」是「熱」的同義詞，「晚」是「冷」的同義詞。
根據上下文，「早」和「晚」可能是絕對也可能是相對的術語。「早期」作為絕對術語是指O型或B型，可能還有一些A型的恆星。相對而言，它是指比另一顆恆星更熱，像是「早期K型」可能是K0、K1與K3。
「晚期」的使用方式也是一樣，絕對的意義表示光譜類型K和M型的恆星，但也可以用於相對更冷的恆星，例如晚期G型所指的是G7、G8、和G9。
在相對的意義上，「早期」表示同一類中阿拉伯數字較小的部分，同時「晚期」表示較大的阿拉伯數字。
這兩個晦澀難懂的術語是從20世紀初期的恆星演化模型留下來的，該模型認為恆星是通過克赫歷程由引力收縮驅動，但現在知道這個機制不適用於主序列上的恆星。如果這模型是對的，那麼恆星開始它們的生命時，就會像非常熱的「早期型」恆星一樣，然後逐漸冷卻成為「晚期型」恆星。這種機制提供的太陽年齡比地質記錄觀測到的年齡小很多，而在發現恆星是由核融合驅動後變得過時。最终此模型遭到淘汰，但「早期」和「晚期」這兩個術語被留存了下來。

### O型

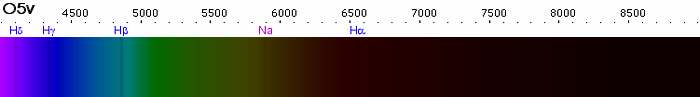
O5V星的光譜

O型恆星非常熱、非常亮，其輻射輸出大部分在紫外線的範圍內。這類型的恆星在主序列恆星中非常稀有，在太陽附近的O型星所占的比率約為3,000,000分之一（0.00003%）。一些大質量恆星屬於這一類光譜型。O型恆星的環境通常都很複雜，这使得測量它們的光譜變得困難。
O型光譜以前是由氦的譜線強度比定義：He IIλ4541相對於He Iλ4471的比率，此處的λ是輻射的波長。光譜型O7定義為兩者強度相等的點，He I較弱的是早期型。O3型是這條譜線完全消失的點，然而現代的技術可以看見這條譜線仍然存在，只是非常微弱。因此，現在的定義是依據N IVλ4058與N IIIλλ4634-40-42的比率。
O型恆星有顯著的吸收線，主要是He II線，還有高度電離的Si IV、O III、N III、和C III，以及從O5到O9逐漸增強的中性氦線，還有在晚期型中不是很強的巴耳末系。由於O型星的質量都很巨大，擁有非常熱的核心，並且快速然燒它們的氫燃料，因此它們是第一批離開主序列的恆星。
當MKK分類在1943年首度推出時，擁有的子類型只有O5到O9.5。MKK在1971年擴展到O9.7，在1978年擴展至O4，隨後引入添加O2、O3和O3.5的新分類。
光譜標準：
- O7V – 麒麟座S
- O9V – 蝎虎座10

### B型

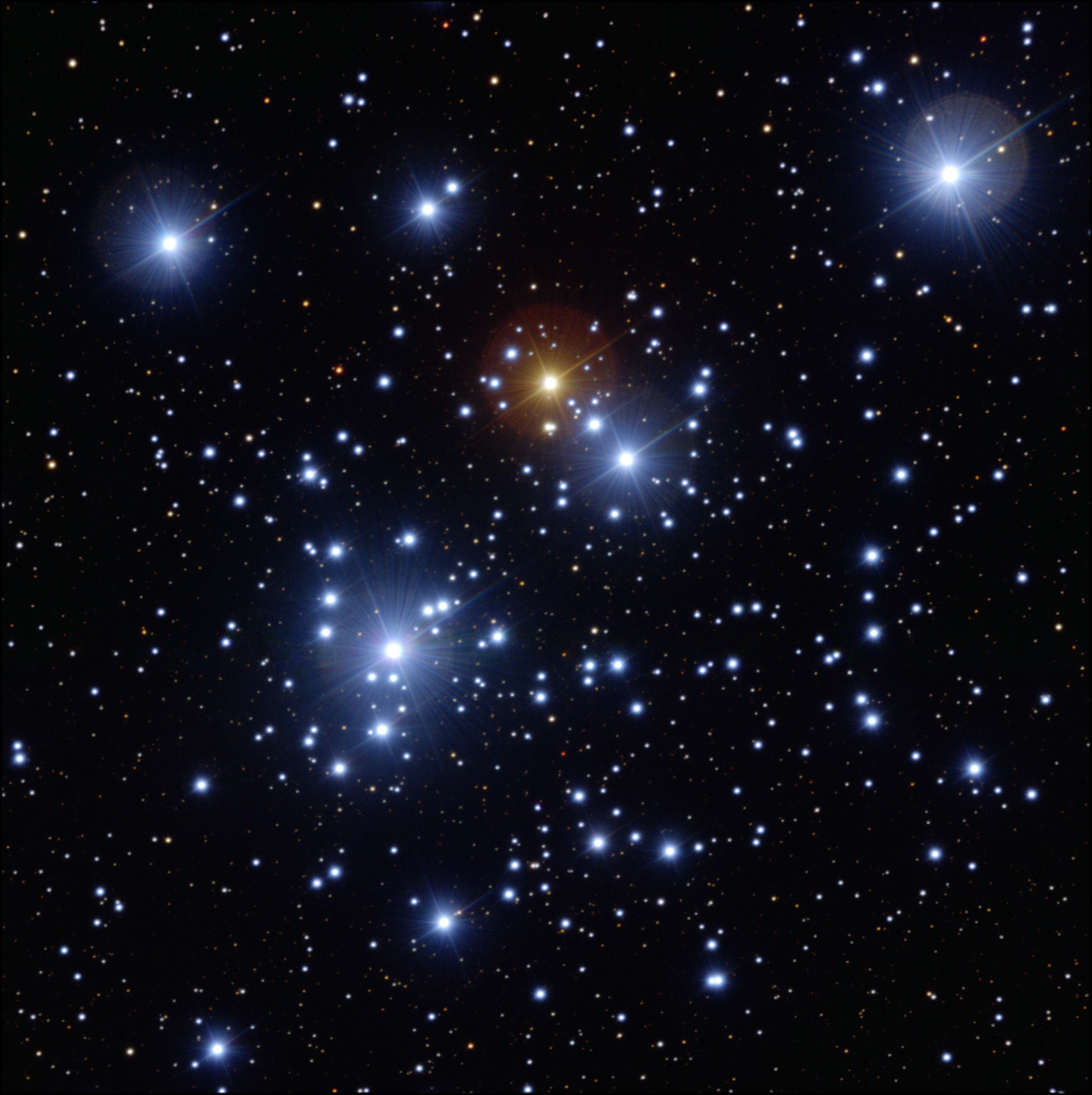
在珠寶盒星團中的B型星。（創建者：ESO VLT）

B型星非常明亮，顏色是藍色。它們的光譜中有中性的氦譜線，並且在B2中最為明顯；另外也有溫和的氫線。虽然它们作為O型和B型星都非常有活力，但他們在主序带的時間都不長。因此，它们由運動造成相互作用的概率很低，除了速逃星之外，它們無法遠離形成的區域。
從O型過渡到B型，最初的定義是He IIλ2541消失。然而，以現在的設備，這條譜線在早期B型星光譜中仍然清晰可見。現在，對B型主序星由He I的紫光光譜強度來定義，最大強度對應於B2。對於超巨星，則使用Si IVλ4089和Si IIIλ4552來表示早期的B型星。相對於晚期B型的中間B型，以Si IIλλ4128-30定義其特徵；對於晚期B型，則以Mg IIλ4481相對於He Iλ4471的強度。
這些恆星往往都存在於它們起源的OB星協中，而它們與巨大的分子雲有關。獵戶座OB1星協有很大一部分在銀河系的螺旋臂，其中包含獵戶座中許多的亮星。在太陽附近的主序星只有800分之一（0.125%）是B型主序星 。
質量未達到超巨星，實質上所謂的"Be星"是值得注意的主序星，它們有時會有一條或多條明顯的巴耳末系的發射譜線。這是恆星所投射出特別令人感興趣，與氫相關的電磁輻射系列。一般認為，Be星有異常強的恆星風、高表面溫度，以及因為奇特的速度旋轉而造成顯著的恆星質量損耗。被稱為"B(e)"或"B[e]"星的天體，具有獨特的中性或低電離的發射線。這被認為具有禁制機制，正在透過量子力學來理解所不允許的過程。
光譜標準：
- B0V – 參宿二（獵戶座ε）
- B0Ia – 參宿二（獵戶座ε）
- B2Ia – 司怪三（獵戶座χ2）
- B2Ib – 仙王座9
- B3V – 瑤光（大熊座η）
- B3V – 柱三（御夫座η）
- B3Ia – 大犬座ο2
- B5Ia – 弧矢二（大犬座η）
- B8Ia – 參宿七（獵戶座β）

### A型

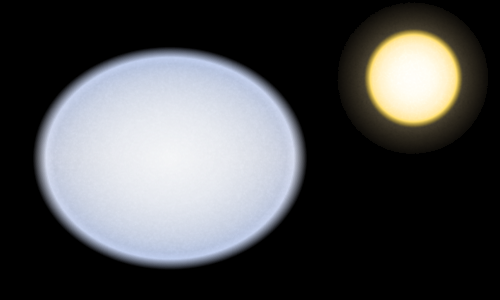
A型的織女星（左）與太陽（右）的比較

A型星以裸眼看見的顏色通常是白色或藍白色。它們有強大的氫線，並以A0最為強大，還有電離金屬線（Fe II、Mg II、Si II）。它们强度的最高值落在A5。存在的Ca II線在此階段開始明顯的增強。太陽附近大約有160分之一（0.625%）的恆星是A型主序星。
光譜標準：
- A0Van – 天璣（大熊座γ）
- A0Va – 織女星（天琴座α）
- A0Ib – 軒轅十三（獅子座η）
- A0Ia – HD 21389（在鹿豹座）
- A1V – 天狼星（大犬座α）
- A2Ia – 天津四（天鵝座α）
- A3Va – 北落師門（南魚座α）

### F型

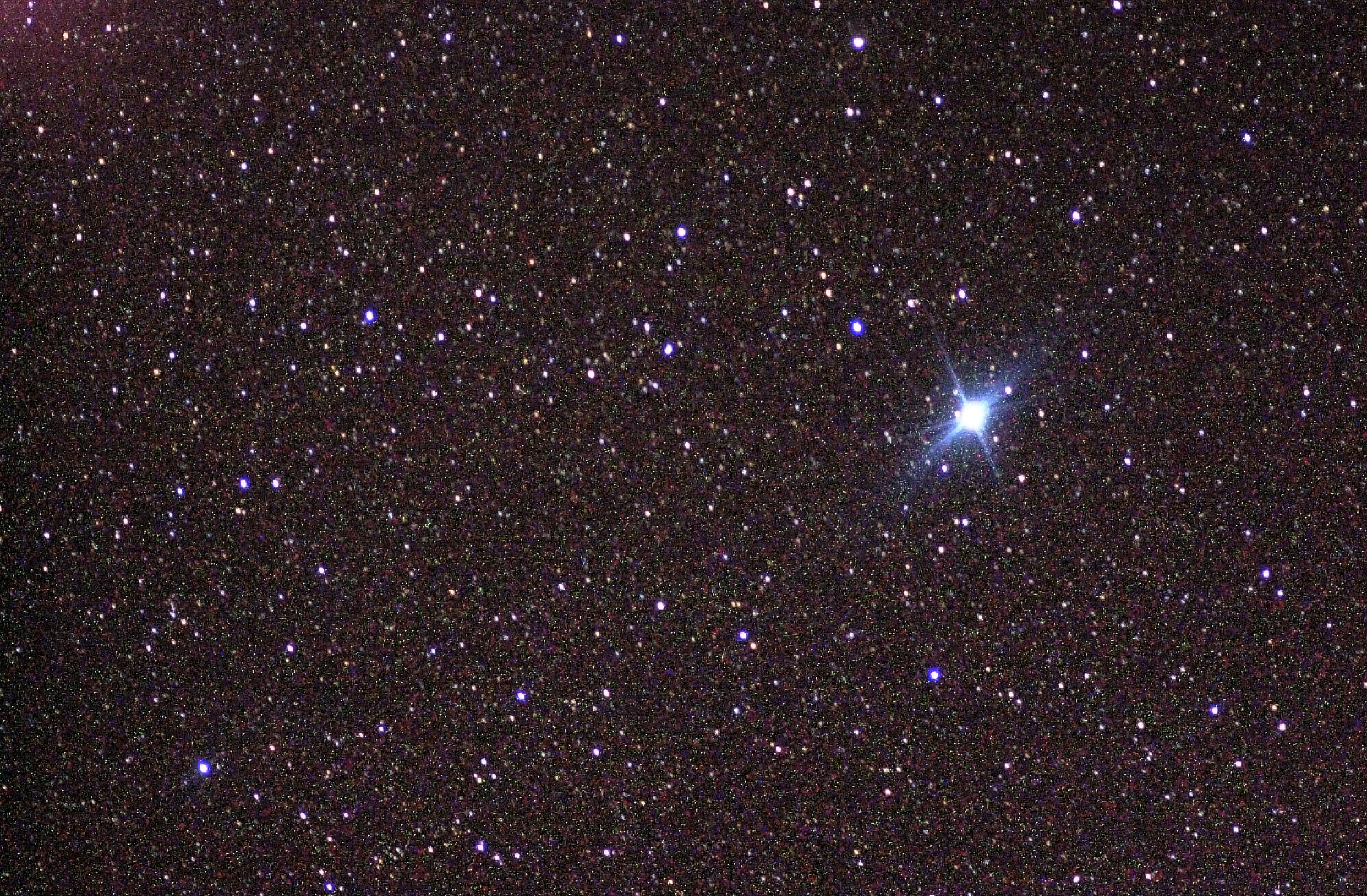
老人星是一顆F型超巨星，也是全天空第二亮的恆星

F型恆星有強的Ca II H和K譜線，Fe I和Cr I的中性金屬線。它們的光譜特徵是氫線和電離金屬線較弱，在晚期型中電離金屬線開始增強；顏色是白色。在太陽附近的F型主序星佔比約為卅三分之一（3.03%）。
光譜標準：
- F0IIIa – 軒轅十一（獅子座ζ）
- F0Ib – 廁一（天兔座α）
- F2V – 大熊座78

### G型

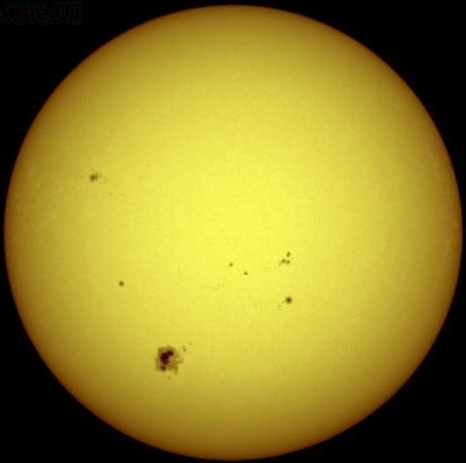
帶有黑子的太陽是一顆G2型主序星

包括太陽在內的G型恆星，具有明顯的Ca II H和K線，且在G2型中最為明顯。它們的氫線比F型微弱，但電離金屬線相當，也有中性的金屬線；HCN的G波段有一個突出的CH+分子峰值。類似的G型主序星在太陽附近的佔比接近十三分之一（7.5%）。
G型恆星有一個"黃色演化虛空"（"Yellow Evolutionary Void"）。超巨星經常在O型或B型（藍色）和K或M（紅色）之間游移。然而，因為這個區域對超巨星而言是不穩定的區間，因此它們雖然會在不同的光譜類型中變化，但黃超巨星存在的時間不會太久。
光譜標準：
- G0V – 常陳四（獵犬座β）
- G0IV – 右攝提一（牧夫座η）
- G0Ib – 虛宿一（寶瓶座β）
- G2V – 太陽
- G5V – 鯨魚座κ1
- G5IV – 天市左垣三（武仙座μ）
- G5Ib – 人四（飛馬座9）
- G8V – 下台增一（大熊座61）
- G8IV – 河鼓一（天鷹座β）
- G8IIIa – 積薪（雙子座κ）
- G8IIIab – 東次將（室女座ε）
- G8Ib – 井宿五（雙子座ε）

### K型

光譜類型為K1.5的巨星大角星與心宿二和太陽的比較

K型恆星是表面溫度比太陽略低的恆星。它們在太陽附近主序星所佔的比率是12%。K型恆星分布的範圍很廣，從仙王座RW的特超巨星、大角星的超巨星、巨星和橙矮星（K型主序星）的南門二B等等。
它們有極為微弱的氫線（如果存在），譜線大部分都是中性的金屬線，如Mn I、Fe I、Si I。晚期的K型則以一氧化鈦等分子帶譜線為主。因此主流的理論（基於低有害輻射和恆星壽命的理論）表示，這一類恆星如果有行星形成，因為该类型的恒星的適居帶（如果發展的生命與地球相似）的範圍很廣，且與具有廣泛辐射區的恆星相比，其有害輻射發射週期要低得多，因此很適合生命的發展。
光譜標準：
- K0V – 天廚二（天龍座σ）
- K0III – 北河三（雙子座β）
- K0III – 天津九（天鵝座ε）
- K2V – 天苑四（波江座ε）
- K2III – 斛二（蛇夫座κ）
- K3III – 梗河三（牧夫座ρ）
- K5V – 天鵝座61
- K5III – 天棓四（天龍座γ）

### M型
M型恆星是迄今為止最為常見的恆星，在太陽附近主序星中所佔的比率高達76%。。然而，M型主序星的光度都很低，除非在特殊情況下，否則沒有任何一顆是亮到僅憑裸眼可以看見的。已知最亮的M型主序星是拉卡伊8760（顯微鏡座AX），視星等6.6等（一般而言，在最良好的條件下，肉眼能見的極限星等是6.5等），而且極不可能找到任何更亮的例子。
雖然大多數的M型恆星是紅矮星，銀河系中最大的恆星，即使是超巨星，也是M型恆星，例如仙王座VV、心宿二和參宿四。此外，較大、較熱的棕矮星通常是M6.5到M9.5之間的M型恆星。
M型的光譜中包含來自氧化物分子（在可見光波段的譜線，特別是TiO+）和所有中性金屬，但通常不存在氫氧的吸收線。TiO的頻譜在M型恆星通常可以很強，通常在M5的光譜中主導其可見光譜。一氧化釩的波段在M型的晚期型才會出現。
光譜標準：
- M0IIIa – 奎宿九（仙女座β）
- M2III – 壁宿增十九（飛馬座χ）
- M1-M2Ia-Iab – 參宿四（獵戶座β）
- M2Ia – 造父四（仙王座μ）

### 光譜的排序
哈佛光譜分類法在制定之初，參考了太陽光譜的命名方法。它以氫原子光譜為依據，依照強弱以字母A、B、C、D的順序來標示，A型就是氫譜線最強烈的，B型比A型要弱一些，C型又再弱一些，依此類推。而我們知道氫的譜線只在特定的溫度範圍內才會明顯，溫度太高或太低譜線都會減弱，所以當摩根與肯那使用溫度來排列時，字母就不再能依序排列了；同時也參考其他原子的譜線，合併與刪除了一些重複的類型，將哈佛分類原來的16種分類改成為今日我們所看見的型態。
摩根-肯那光譜在天文學上使用的非常廣泛，为便于学生记忆，發展出了許多記憶用的口訣，其中最為人熟知的便是這一句：Oh! Be A Fine Girl Kiss Me，諷刺的是天文學家幾乎都是男性，但制定哈佛光譜分類法的卻是一群女天文學家。
摩根-肯那光譜分類的記憶口訣還有如下所列的一些：
- Oh By A Fine Glass Kill Me.
- Oh Be A Fine Guy/Gal Kiss Me.
- Oh Begone, A Friend's Gonna Kiss Me.
- Only Boys Accepting Feminism Get Kiss Meaningfully.

這些還都是傳統的記憶口訣，在網路上還可以找到各種不同場合（包括政治）的口訣。

## 延伸光譜類型
在新發現的恆星光譜中，人们已經使用了許多新的光譜類型。

### 熱藍發射星

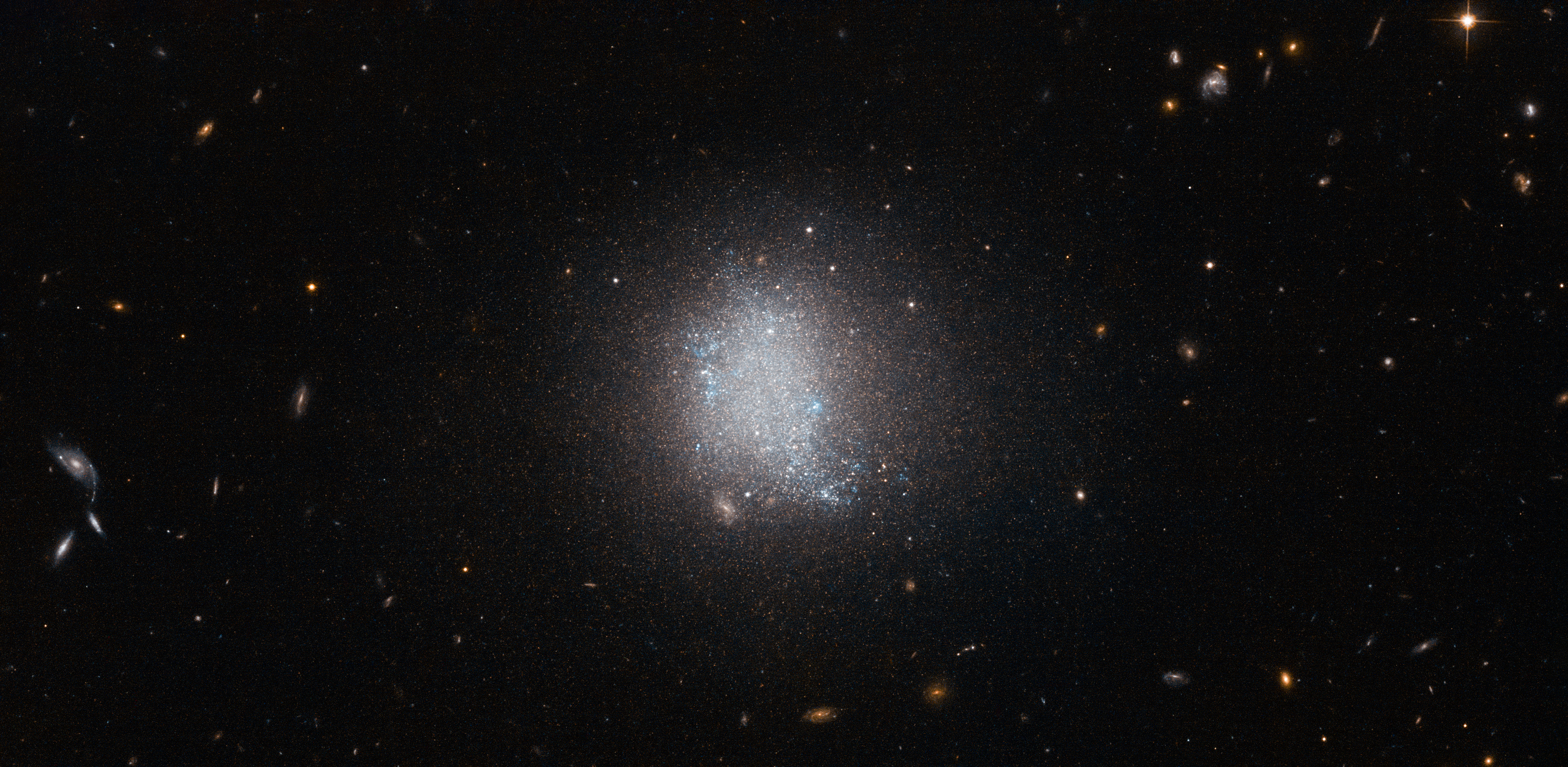
UGC 5797是一個發射線星系，在那裏形成了大質量且明亮的藍色恆星

一些非常熱和藍的恆星光譜顯示碳或氮的發射譜線，有時也有氧的發射線。

#### W型：沃夫–瑞葉星

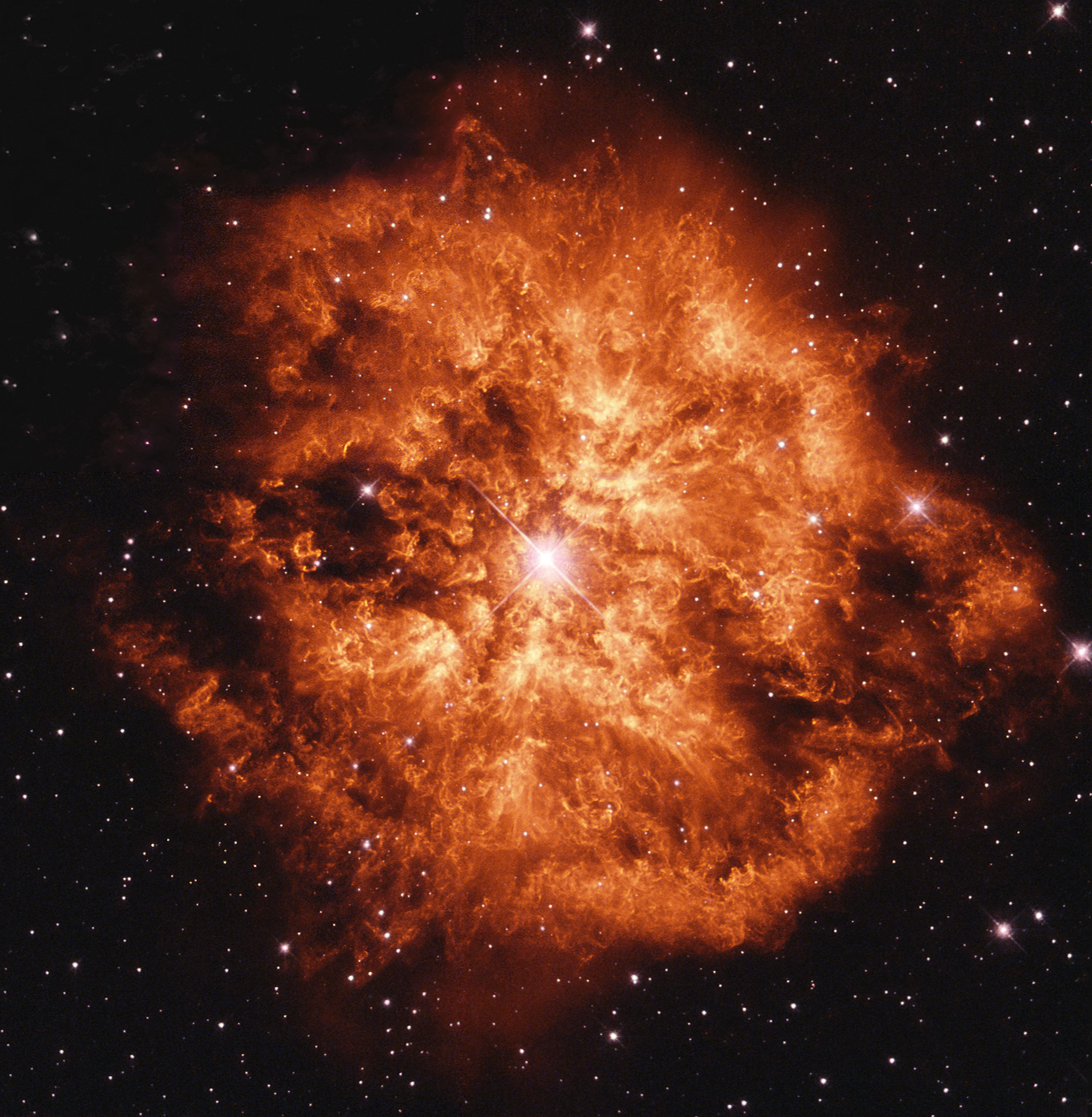
哈伯太空望遠鏡拍攝的M1-67星雲的影像。在中心的是沃夫–瑞葉星WR 124

一旦將沃夫–瑞葉星视作O型恆星，而不另設W或WR型，它們就會因為光譜中缺乏氫線而引人注目。此外，它們的光譜被高電離的氦、氮、碳，有時甚至是氧的寬發射線所主導。一般認為，它們都是垂死的超巨星，氫殼層已經被恆星風吹走，從而直接曝露出熱的氦氣殼。根據其光譜（和外層）的氮和碳排放強度，W型還進一步分出子群。
W型的光譜範圍如下：
- WN[34] –的光譜由N III-V和He I-II的頻譜主導。
  - WNE（WN2至WN5，有時至WN6）–是較熱或"早期"
  - WNL（WN7至WN9，有時包括WN6）–是較冷或"晚期"
  - 擴展的WN型有WN10和WN11，有時也包括Ofpe/WN9的恆星[34]
  - h標示用於帶有氫發射線的，例如WN9h；ha是既有氫發射線也有吸收線的，例如WN6ha。
- WN/C – g是帶有C IV譜線的WN星，也就是介於WN和WC之間的類型[34]。
- WC[34] –光譜中有明顯的C II-IN譜線
  - WCE（WC4至WC6）–是較熱或"早期"
  - WCL（WC7至WC9）– 是較冷或"晚期"
- WO（WO1 to WO4）–是帶有強烈O VI譜線的，但極為罕見。

雖然大多數型星狀星雲的中心恆星（CSPNe）顯示O型光譜，但大約有10%缺乏氫線，顯示W型光譜。這些是低質量恆星，為了與大質量的沃夫–瑞葉星有所區別，它們的光譜類型會封閉在中括號內，例如[WC]。

#### "斜槓"星
斜槓星是光譜中有類似WN譜線的O型星（名稱源自其光譜表示，例如"Of/WNL" 。）。
還發現有第二個次群組有這樣的光譜，一個更冷的"中間"群組："Ofpe/WN9"。這些恆星也被稱為WN10或WN11，但隨著與沃夫–瑞葉星在演化上的差異性浮現，這種表示法就不再流行了。最近發現更罕見的恆星，將斜槓星的範圍擴大到比原來更熱的O2-3.5If*/WN5-7。

#### O型磁星
它們是擁有強磁場的O型恆星，標示為Of?p。

### 冷的紅矮星和棕矮星
新的光譜類型L、T和Y是為了對以紅外光譜為主的低溫恆星進行分類而創建的。這包括可見光譜非常微弱的紅矮星和棕矮星。
棕矮星是不會經歷氫融合的恆星，隨著年齡的增長而冷卻，因而發展出後來的這些光譜類型。棕矮星以M型光譜開始它們的生命，經過L、T、和Y的光譜型冷卻，期質量越小冷得越快；宇宙的年齡還不足以讓質量最大的棕矮星冷卻到Y型甚至T型光譜的矮星。因為對於不同L-T-Y型的恆星，不能給出明確的有效溫度或光度，這會導致光譜類型之間不能解決一些質量和年齡重疊的問題。。

#### L型

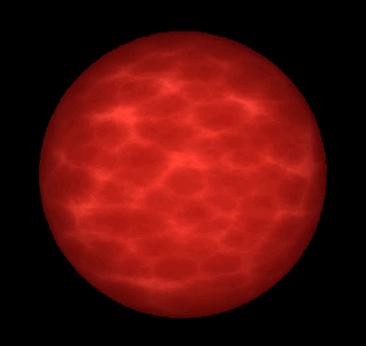
藝術家印象下的L型矮星

L型的名稱來自於它們的表面溫度比M型低，而L是按字母順序最接近M的。其中有些物體的質量大到足以支援氫融合反應，因此還算是恆星，但大多數都是次星體的質量，因而是棕矮星。它們的顏色是非常深的紅色，而在紅外線的波段最明亮。它們的大氣溫度夠涼爽，足以讓金屬氫化物和鹼金屬在光譜中突出。
由於巨星的表面重力低，一氧化钛和一氧化钒永遠不會凝結成固態。然而，這些L型的超巨星有可能通過恆星碰撞形成，例如麒麟座V838，在其亮紅新星爆發時異常明亮。因此，比矮星更大的L型恆星不會在孤立的環境中形成。

#### T型：甲烷矮星

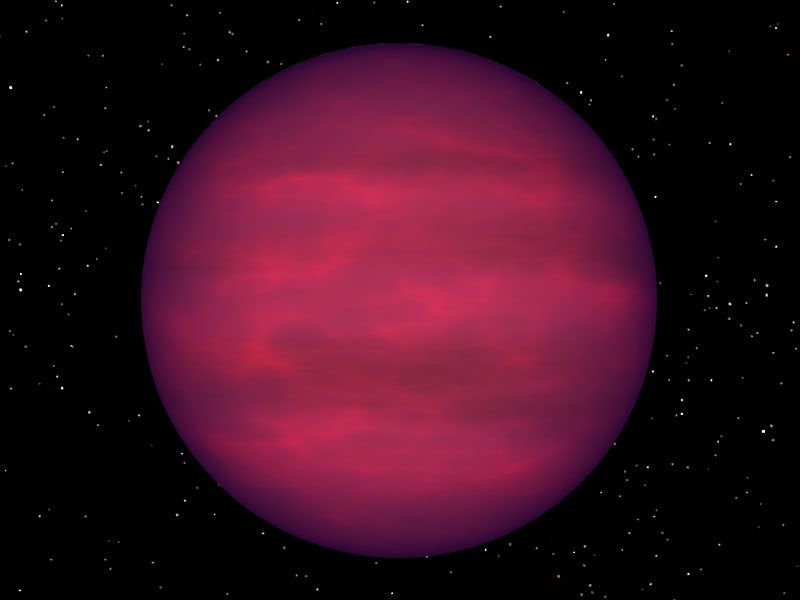
藝術家印象下的T型矮星

T型矮星是涼爽的棕矮星，表面溫度大約在550和1,300 K（277和1,027 °C；530和1,880 °F）之間。它們的輻射峰值在紅外線，甲烷在光譜中很突出。
如果最近對T型的研究是準確的，則T和L可能比其他所有類型的總和還要常見。因為棕矮星的壽命可以是宇宙年齡的好幾倍，在沒有災難性碰撞的情況下，這些質量較小天體的數量只會增加。
對原恆星盤（原行星盤是在形成恆星和型星系統中的氣體團塊）數量的研究表明，星系中恆星的數量應該比先前推測的高幾個量級。理論認為這些原恆星盤是相互競爭的。第一個形成的將成為原恆星，而這是非常暴力的天體，將擾亂附近的其它原恆星盤，剝離它們的氣體。然後，受害的原恆星盤可能會繼續成為L和T型的主序星或棕矮星，但對我們來說是很罕見的。

#### Y型

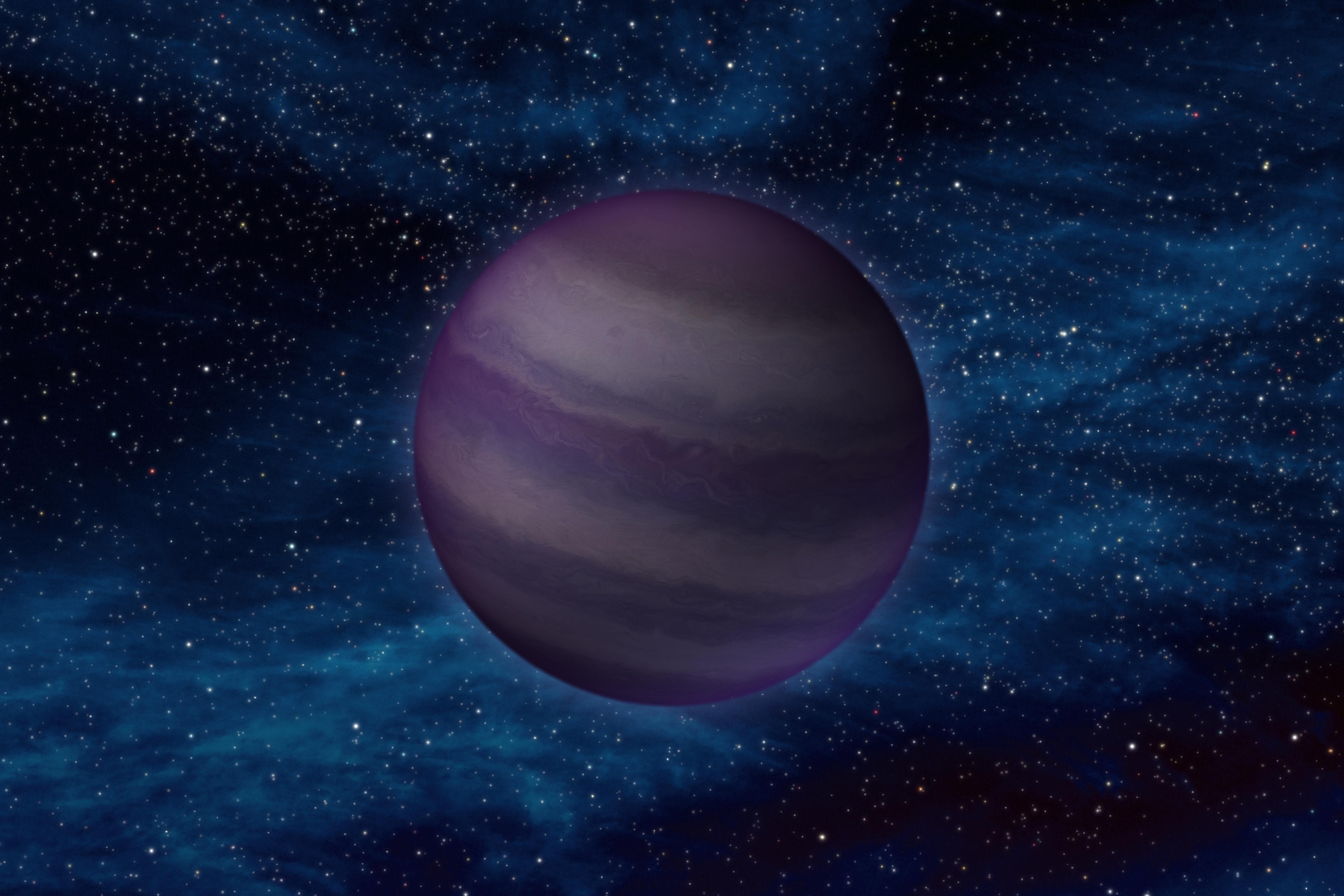
藝術家印象下的Y型矮星

光譜為Y型的棕矮星比T型的溫度更低，並且與它們有著完全不同品質的光譜。截至2013年8月，共有17顆屬於Y型的天體。雖然這一型的矮星已經建立模組 ，並且廣域紅外線巡天探測衛星（WISE）也在40光年的距離內檢測到。儘管還沒有明確定義的光譜序列，也還沒有原型，卻已經建議將幾顆棕矮星標示為Y0、Y1和Y2等類型。
這些潛在Y型天體的光譜在1.55微米左右顯示吸收。Delorme等人認為，此一特徵是由於氨的吸收，應該作為T-Y轉換的指標性特徵。事實上，這種氨吸收的特徵是定義此型的主要標準。然而，此一特徵很難與水和甲烷的吸收區分；同時，其它的作者也指出，分配Y0型還為時尚早。
最新建議的Y型棕矮星是WISE 1828+2650，光譜為Y2型。最初估計的有效溫度溫度在300K左右，接近人類的體溫。然而，視差測量表明其光度與低於400K的溫度並不一致。 目前所知最冷的Y型矮星是WISE 0855–0714，其近似溫度為250K。
Y型棕矮星的質量範圍是9～25木星質量，但年輕天體的質量可能低於木星質量。這意味著Y型天體橫跨13木星質量的鈾融合極限，標誌著當前國際天文學聯合會棕矮星和行星之間的劃分。

#### 奇特的棕矮星
| 特殊棕矮星使用的符號 | 特殊棕矮星使用的符號                                                    |
| -------------------- | ----------------------------------------------------------------------- |
| pec                  | 此後綴（例如L2pec）代表"特殊"（"peculiar"）。                           |
| sd                   | 此首碼（例如sdL0）代表次矮星，並且是低金屬和藍色。                      |
| β                    | 加上β後綴（例如L4β）的天體具有中等的表面重力。                          |
| γ                    | 加上γ後綴（例如L5γ）的天體具有低表面重力。                              |
| red                  | 以red作為後綴（例如L0red）的天體表示灰塵含量高，是不年輕的跡象。        |
| blue                 | 以blue後綴（例如L3blue）表示近紅外的L矮星沒有明顯的低金屬量而異常的藍。 |

年輕的棕矮星因為有較大的半徑和較低的質量，因此與星場中類似光譜型的恆星比較之下，具有低表面重力。這些來源標有用於表示中間表面重力的β和低表面重力的γ。低表面重力指的是弱的CaH、K I和Na I線，以及強的VO線；代表正常表面重力的α通常會被省略。有時，特別低的表面重力會以δ來標記。後綴的"pec"代表奇特（peculiar）。奇特的標示仍然用於其它不同尋常的特徵，並總結了不同的屬性、低表面重力、次矮星和未能解析的聯星。首碼sd代表次矮星，並且只包括冷的次矮星。這些首碼顯示低金屬量和運動性質，更類似於暈星而不是盤星；次矮星看起來比盤星更藍。後綴的red描述顏色紅色且老的天體，這不是解釋為低表面重力，而是高粉塵含量。後綴的blue描述傾向藍色的近紅外天體的顏色，這些不能用低金屬量來解釋。有些被解釋為L和T型的聯星，但其它的未必是聯星，例如2MASS J11263991−5003550，而是用薄雲/大顆粒雲來解釋。

### 後期巨型碳星
碳星是光譜中有碳譜線的恆星，是3氦過程核融合的副產品。隨著碳豐度的增加，以及一些平行的重元素產生，這些恆星的光譜愈來越偏離通常後期光譜的G、K、M類型。富含碳恆星的等效光譜型是S和C。
這型恆星中的巨星被假定自己產生這些碳，但這些類型的一些恆星是雙星，這種特殊的大氣成分被懷疑是從現在是白矮星的伴星轉移過去的，而在轉移時這顆伴星是碳星。

#### C型：碳星

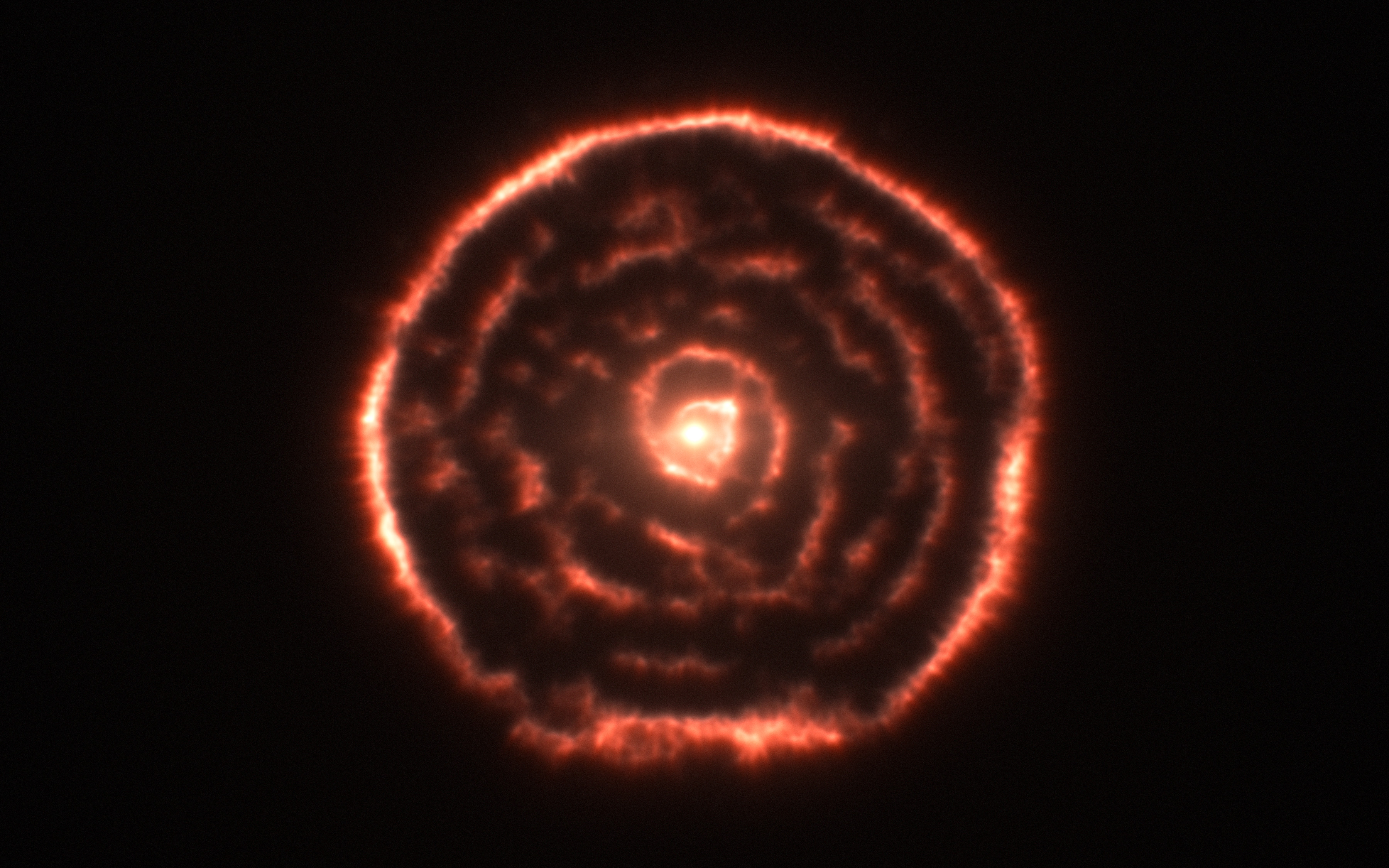
玉夫座R及其引人注目的螺旋結構圖像

最初被歸入R和N型的恆星，也被稱為碳星。它們在大氣層中含有過剩的碳，是接近生命盡頭的紅巨星。舊的R和N型與正常的分類並行運行，大致從G型的中期至M型的晚期。最近，這些碳星被重新分類為統一的碳分類，C型：從N0大約至C6。冷碳星的立一個子型是C-J型星，其特徵是存在強烈的13CN和12CN。已知有一些主序星是碳星，但絕大多數的碳星都是巨星或超巨星。碳星光譜有好幾個子分類：
- C-R –是舊有的分類（R），等同於晚期G型到早期K型的星。
- C-N –是舊有的分類（R），等同於晚期K型到早期K型的星。
- C-J – 碳星的子型，有高含量的13C。
- C-H – 第二星族星類比於C-R型的恆星。 analogues of the C-R stars.
- C-Hd –缺氫碳星，類似於晚期G型超巨星，具有CH和C2 的頻譜。

#### S型
S型星介於M型星和碳星之間，形成兩者之間的連結體。那些最類似M型的具有強大的氧化鋯吸收帶，類似於有一氧化钛譜帶的M型星；最類似於帶有強D線和弱C2波段的碳星。S型星具有過量的鋯和經由S-過程產生的其它元素，並且擁有比類似的M型或碳星更豐富的碳和氧豐度。與碳星一樣，幾乎所有已知的類型都是漸近巨星支星。
光譜類型由字母和介於0至9之間的數字組成。此數字對應於溫度，大致遵循M型巨星的溫度表。最常見的類型是S3到S5。非標準型的S10型僅用在天鵝座χ（米拉型變星）極小值時。
基本型之後通常跟隨著遵循下列幾種方案之一的豐度數值度指示：
- S2,5：逗号後的數字是根據一氧化鋯（英语：Zirconium monoxide）（ZrO）和一氧化鈦介於1和9之間的比率。
- S2/5：斜杠之後的數字是一種更新但不常見的方案，旨在表示碳與氧的比例，尺度為1到10，其中的0將是MS型星。
- S2 Zr4 Ti2：可以明確指示鋯和鈦的強度。
- S2*5：偶爾看到一個星號後面接著的數字。它表示氧化鋯的強度，尺度從1到5。

#### MS型和SC型：與碳星相關的中間型
在M型和S型之間，臨界的案例被命名為MS型星。以類似的方式，S型和C-N臨界的情況被命名為SC或CS。這一序列M→MS→S→SC→C-N被假設就是漸近巨星支中的碳星，並且隨著年齡的增加而增加碳豐度的序列。

### 白矮星的光譜型
類型D（源自英文字Degenerate）用於現代的白矮星光譜類型。白矮星是不再經歷核融合，並且體積已經縮小到類地行星的尺度，正慢慢冷卻中的低質量恆星殘骸。D型之下分為DA、DB、DC、CO、DQ、DX和DZ這些子群。這些字母與其他的恆星分類中使用的字母無關，而是指示白矮星可見的外層或大氣層的組成。
白矮星的類型如下：
- DA –大氣層或外層富含氫，光譜中有有強的氫巴耳末系譜線。
- DB –大氣層富含氦，光譜中有中性氦，也就是He I的譜線。
- DO –大氣層富含氦，光譜以He II的譜線為主，也可能有微弱的氫與氦原子譜線。
- DQ –大氣層有豐富的碳，光譜中有原子或分子的碳譜線。
- DZ –大氣層中富含金屬，顯示出金屬的光譜線（合併過時的白矮星光譜：DG、DK和DM）。
- DC –光譜中沒有前述各型特徵的譜線，也就是說光譜幾乎是連續光譜。
- DX –光譜線不夠清晰，還無法歸入前述分類的白矮星

在類型的後面會跟一個數字，給出白矮星表面溫度的範圍。這個數值是50400/ Teff，取四捨五入的整數結果。此處的Teff是以絕對溫度表示的有效溫度。1的溫度約在37,500K以上，9的溫度約為5,500K。最初，因為四捨五入就只有1到9，但最近開始使用分數值，所以可以有小於1 或大於9的數值。
出現多種上述光譜特徵的白矮星，可以用多個字母指示其光譜特徵

#### 延伸白矮星光譜類型

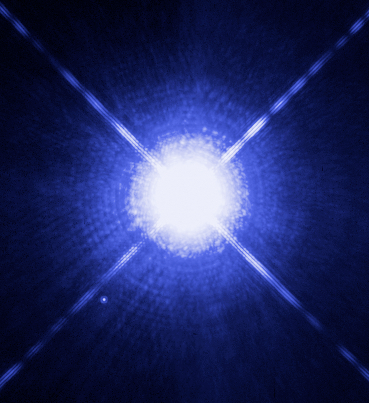
哈伯太空望遠鏡解析出的天狼星A（主星）和光譜為DA2的白矮星，天狼星B（伴星）

- DAB – 富含氫和氦的白矮星，光譜顯示中性的氦譜線。
- DAO – 富含氫和氦的白矮星，光譜顯示電離氦的譜線。
- DAZ – 富含氫和金屬的白矮星。
- DBZ – 富含氦和金屬的白矮星。

白矮星使用與其它的恆星不同的特殊光譜類型符號：
| 符號 | 星體的光譜特徵                   |
| ---- | -------------------------------- |
| P    | 具有可探測極化磁性的白矮星。     |
| E    | 存在發射線                       |
| H    | 可見測出磁性但沒有極化的白矮星。 |
| V    | 變星                             |
| PEC  | 存在特殊的光譜                   |

### 非恆星的光譜：P型和Q型
最後，從坎農的德雷珀系統留下的"P"和"Q"偶爾用於某些非星天體。P型用於位於行星狀星雲中心的恆星，Q型用於新星。

## 恆星殘骸
恆星殘骸是與恆星死亡有關的天體。該類型包括白矮星，從D型與其它型完全不同的分類中可以看出，非恆星天體很難納入MK系統。
MK系統是依據赫羅圖建立的，而赫羅圖本質上是觀測的結果，因此這些殘骸不能繪製在圖上，或者說圖上根本沒有它們的位置。老的中子星是相對較小和較冷的，將落在圖的最右邊。行星狀星雲是動態的，隨著祖恆星過渡至白矮星分支，亮度往往會迅速下降。如果可以顯示，行星狀星雲將被繪製在圖的右上象限的右側。黑洞自己的光不會發射出來，因此不會出現在圖上。
提出一個使用羅馬數字的中子星分類系統：
- I型為質量較小，冷卻速率低的中子星
- II型為為質量較大，冷卻速率較高的中子星
- III型的中子星也具有較高的冷卻速率，可能為奇特星的候選者[114]。質量越大的中子星，擁有的微中子通量越高。這些微中子帶走熱量與能量，僅僅幾年的時間，一顆孤立中子星的溫度就能從數十億下降到只有100萬K左右。這個提議的中子星系統不能與早期的西奇光譜和耶基斯的亮度類型混淆。

## 已被取代的光譜類型
一些非標準的光譜類型，以及在20世紀中葉以前所有的光譜標準星，在恆星分類系統的修訂過程中已經被取代。但它們可能仍然存在於舊版的恆星目錄中：R和N以改為C-R和C-N，歸入新的C型（碳星）。

## UBV 系統
UBV 系統也稱為約翰遜系統，這是在恆星的 光度測量上才會使用到的分類。依據恆星在紫外線（U）、藍色（B）與目視（V）三種不同波長上的光度，對恆星進行UBV的光度測量來分類。這種分類法是美國天文學家哈洛德·約翰遜和威廉·威爾遜·摩根（William Wilson Morgan）在1950年代提出的，當初選擇在可見光範圍最末端的藍色光是因為這是天文攝影也能觀察到的顏色。
在實際的運用上，天文學家會比較U、B、V三種顏色之間的光度差，稱為色指數，用以比較不同恆星間的差異。

## 外部連結
- Spectral Classes
- Libraries of stellar spectra (Dpto. Astrofísica UCM, David Montes) （页面存档备份，存于）